# هربرت بایر
 هربرت بایر (انگلیسی: Herbert Bayer؛ ۵ آوریل ۱۹۰۰ – ۳۰ سپتامبر ۱۹۸۵) یک معمار اهل اتریش بود.